# Older/I Can't Make You Love Me
Older/I Can't Make You Love Me è un doppio lato A del cantante inglese George Michael, pubblicato nel 1997 come singolo estratto dall'album omonimo Older.

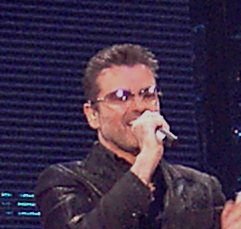
George Michael mentre esegue la canzone all'Olympiahalle di Monaco nel 2006

## Video musicale
Il videoclip ufficiale della canzone venne diretto dal regista britannico Andy Morahan.

## Accoglienza

### Critica musicale
Il giornale scozzese Aberdeen Press and Journal scrisse che "George Michael fa seguito a un trionfante 1996 con una delle sue ballate più belle realizzate fino ad oggi". Dotmusic ha apprezzato "l'atmosfera jazz" del brano, "mentre Michael si libera bruscamente di un ex amante ("I'm not the man you want", "Non sono l'uomo che vuoi") con il suggestivo accompagnamento della tromba di Steve Sidwell".
Anche il Los Angeles Times scrisse una recensione entusiastica del brano.

## Successo commerciale
Il singolo raggiunse la terza posizione della Official Singles Chart del Regno Unito, dove venne anche certificato disco d'argento, così come entrò nella top ten delle classifiche in Danimarca, Ungheria, Irlanda e Spagna.

## Tracce
1. Older – 5:35
2. I Can't Make You Love Me (cover di Bonnie Raitt) – 5:21

## Classifiche
| Classifica (1997) | Posizione massima |
| ----------------- | ----------------- |
| Australia         | 61                |
| Danimarca         | 10                |
| Irlanda           | 6                 |
| Paesi Bassi       | 46                |
| Regno Unito       | 3                 |
| Spagna            | 3                 |
| Svezia            | 60                |
| Ungheria          | 6                 |